# Major Vikhr
Major Vikhr (russisk: Майор Вихрь) er en sovjetisk spillefilm fra 1967 af Jevgenij Tasjkov.

## Medvirkende
- Vadim Beroev
- Anastasia Voznesenskaja som Anja
- Viktor Pavlov som Kolja
- Aleksander Schirvindt som Jozef
- Jevgenij Teterin